# Famille de Grandson
La famille de Grandson est une maison noble qui tenait le château de Grandson, dont elle tient son nom, dans le canton de Vaud en Suisse. Son influence dans la région est attestée depuis le XIe siècle et la famille joue un rôle majeur jusqu'à la fin du XIVe siècle, siècle d'extinction de la branche aînée. Leurs biens sont dès lors confisqués par les princes de Savoie.

## Histoire

### Origines
L'origine familiale remonterait « aux comtes Adalbert et Lambert cités de 993 à 1026 », des personnages que l'on trouve aux côtés du roi des Deux Bourgognes (Bourgogne transjurane et Bourgogne cisjurane), Rodolphe III,. Ces deux frères Adalbert et Lambert sont mentionnés dans les plaids d'Orbe (1001), au nord-ouest du pays de Vaud, et d'Eysins (v. 1002), au comté équestre. Ils pourraient être de très proches parents du comte palatin, Adalbert (Demotz, 2001).
Il semble « certain qu'au début du règne de Rodolphe III au plus tard les Grandson tiennent plusieurs titres comtaux » (Demotz, 2008). La possession de titres comtaux et l'accession au siège épiscopal de Lausanne permet à Maxime Reymond (1931) de souligner la puissance de cette famille.
Le nom de Grandson (Granzio, Grantionensis) apparaît pour la première fois dans un acte de l'année 1049 (Cartulaire de Romainmotier),,. Il s'agit d'une supplique des moines de Romainmôtier contre Adalbert [II] (Adalbertus), senior et princeps du château de Grandson (princeps castri Grantionensis), qui a fait construire une tour sur des terres de l'abbaye,,.
En raison de l'enchevêtrement de biens et de droits, entre les Grandson, les Gruyère et les Corbières, certains historiens considèrent que ces familles auraient une origine commune,.
Une tradition anthroponymique s'installe avec la diffusion des prénoms Adalbert et Lambert dans les premiers degrés de la famille. Cet usage des prénoms a donné naissance à une tradition, non prouvée, selon laquelle il y aurait une continuité généalogique avec les rois d'Italie et les marquis d'Ivrée.

### Domination jurassienne
Les Grandson sembles perdre un titre comtal au début du XIe siècle, tout en maintenant leur rang et en restant l'un des principaux lignages en pays de Vaud. Sous la fin du règne des Rodolphiens, l'historien Castelnuovo (2001) observe, en effet, le recul du pouvoir de cette dynastie au profit de « puissants officiers, grands ecclésiastiques et autres vassaux aristocratiques », qui s'affirment principes à partir « d'une province voire d'un simple réduit castral ». Dans ce contexte, les propriétaires du château de Grandson renforce leur puissance, puisque Adalbert [II] est mentionné comme princeps castri Grantionensis, en 1049.
Au siècle suivant, vers 1100, deux seigneurs, dont Conon de Grandson, sont mentionnés aux côtés de Gaucher de Salins, sont tous deux qualifiés, dans un document concernant un plaid, de erga principes provinciæ (« princes de la province »), soit les deux versants du Jura,,.
L'implantation familiale des Grandson leur permet de contrôler les principales routes entre le pays de Vaud et la France, passant par le Jura. La famille possède non seulement le versant suisse du Jura, mais également du côté de la Franche-Comté, notamment avec Bannans.
Ils contrôlent ainsi quatre des six châteaux sur les trois principales routes médiévales,.
Sur l'antique voie romaine reliant Lausanne à Besançon, la route principale passe par le col de Jougne, puis le bourg de Pontarlier, une route secondaire emprunte le col des Étroits, en passant par le bourg de Sainte-Croix,. L'accès à ces routes, versant suisse, est en partie sous leur contrôle notamment à partir des châteaux de Grandson, sur le lac de Neuchâtel, de Champvent et, plus au sud, La Sarraz,. Les deux autres châteaux leur échappent, celui des Clées relève des comtes de Genève et celui d'Orbe est une possession bourguignonne. L'édification de La Sarraz est d'ailleurs sources, à une période, de tensions avec à l'abbaye de Romainmôtier.
La route du sud, moins importante, par les cols du Mollendruz et du Marchairuz, passant par la vallée de Joux, est sous leur domination avec le château de Montricher,. Les Grandson sont d'ailleurs à l'origine de la fondation de l'abbaye du Lac de Joux (1126-1134). L'abbaye est le lieu de sépulture de la famille jusqu'au début du XIVe siècle.
Les Grandson contrôlent non seulement les débouchés de ces routes médiévales mais également « les hauts plateaux du Jura, de Sainte-Croix à la vallée de Joux ».

### Formation d'un groupe parental vaudois puissant
La domination de ces châteaux (Grandson, Belmont, La Sarraz, Montricher), permet la constitution d'un groupe parental puissant.
Les Grandson vont fonder la lignée des seigneurs de La Sarraz lorsque Adalbert II de Grandson installera à cet endroit les premiers colons. Au XIIIe siècle Ebald IV de Grandson va faire de La Sarraz la résidence familiale, c'est pourquoi Girard, son fils aîné et donc le chef de la famille, recevra l'hommage de ses frères Henri et Pierre, le premier comme seigneur de Champvent et le second comme seigneur de Grandson, ainsi que celui des seigneurs de Belmont et Montricher.

### Dimension internationale
Au début du XIVe siècle, les enfants de Pierre Ier, seigneur de Grandson, consolident la puissance de cette famille. L'aîné, Othon Ier († v. 1328), fait une carrière en Angleterre et récupère une partie des biens des autres branches, éteintes en lignée masculine. Deux frères montent successivement sur le trône épiscopal de Verdun, Gérard (1275-1278), puis Henri (1278-1286). Un troisième, Guillaume († av. 1335), a suivi son frère en Angleterre où il devient Lord, en 1299, sous le nom de William Grandison, et fait souche avec la branche des Grandisson. Enfin, leur sœur Guillemette épouse Pierre de Gruyère, dit le Jeune, fils héritier du comte Pierre II. Pierre le Jeune meurt avant son père et Guillemette devient comtesse tout en assurant la régence du comté de Gruyère.
Othon Ier, sans épouse ni postérité, institue son neveu Pierre II († v. 1342), chevalier, seigneur de Belmont, comme héritier de l'ensemble des possessions vaudoises.
Les comtes de Savoie, au cours du XIIIe siècle, dans la quête du contrôle de la route du Grand-Saint-Bernard, s'implantent en pays de Vaud. Dès le début du siècle, ils s'imposent à Moudon et puis Villeneuve. Côté jurassien, en 1250, ils deviennent les maîtres des Clées, dépossédant les comtes de Genève, et fondent en 1259 Yverdon, venant concurrencer le bourg d'Orbe. Les Grandson optent dans les premiers temps pour « une politique fluctuante » face à ces puissants seigneurs. Puis, leur entrée dans la mouvance savoyarde se fait progressivement, notamment à partir de l'union, en 1303, entre Pierre II et Blanche de Savoie-Vaud, fille du baron Louis Ier de Vaud,. Leur fils, Guillaume devient notamment un favoris du comte de Savoie Amédée VI. Othon III de Grandson, fils du précédent, est remplace son père à la cour de Savoie, plus tard il sera accusé d'avoir empoisonné le comte Amédée VII.
Le mariage de Guillaume († 1335) avec Sybille de Trégoz se poursuit notamment par l'alliance avec les comtes de Salisbury.

### Lignée des seigneurs de Pesmes
Othon II, fils de Jacques, est fiancé, en 1324, à Jeanne (Jeannette) de Pesmes, « de longues et habiles négociations, conduites par l'abbé de Saint-Bénigne de Dijon ». Cette dernière est la fille unique et l'héritière universelle de Guillaume [VII], seigneur de Pesmes, en Franche-Comté,,. Othon est un personnage important de cette période du duché de Bourgogne, il est notamment l'un des principaux conseillers du duc. Leur fils, Jacques, hérite des biens de sa mère,. Othon a un autre fils, Hugues, avec sa seconde épouse, Blanche de Châtillon, qui héritera de Grandson et de Belmont,. 
Jacques († 1391) épouse Marguerite de Vergy († v. 1396/98), fille du comte Guillaume de Vergy et d'Agnès de Durnes, dont sont issus quatre fils et trois filles,. La carrière de Jacques est jugée moins glorieuse que celle de son père, les auteurs retenant notamment le pillage du trésor de Vergy, ainsi que d'avoir été fait prisonnier par les Grandes compagnies. 
Jean († 1396) s'allie, en 1390, à Catherine de Neuchâtel(-Bourgogne) († 1431), dame de Pesmes et de Valay, fille du seigneur Thiébaud VI de Neuchâtel-Bourgogne et de Marguerite de Bourgogne, dame de Montaigu,. Il participe, alors qu'il n'a que 25 ans, à la croisade lancée en 1396, par le roi Sigismond de Hongrie, pour contrer la progression des Ottomans. Il meurt au cours du désastre de Nicopolis, au cours de laquelle les croisés sont vaincus par le sultan Bayezid Ier. Jean a deux fils mineurs, Guillaume et Antoine,, au moment de sa mort. Catherine de Neuchâtel assure la régence. Antoine est gouverneur de Mâcon et il meurt sans postérité.
Guillaume († 1428) épouse Jeanne de Vienne, fille d'Henri de Vienne, seigneur de Neublans, dont il a six enfants,,. Chevalier, il participe aux conflits opposant les Bourguignons aux Armagnacs. Sur la fin de sa vie, il sera conseiller du duc de Bedford, qui gouverne à cette période la partie nord du royaume de France. Afin de lutter contre la dépopulation du bourg de Pesmes, en partie en ruine après des années de guerres, il affranchit les habitants de la mainmorte et leur accorde le droit de s'administrer eux-mêmes le 15 novembre 1416.
Jean II, fils du précédent, succède vers 1428 à son père comme seigneur de Pesmes, toutefois la tutelle revient à sa grand-mère Catherine de Neuchâtel(-Bourgogne). Malgré son jeune âge, il participe en 1429 à une expédition militaire, pour aider le prince d'Orange, Louis II de Chalon-Arlay, contre les agents français, afin de maintenir le contrôle bourguignon en Dauphiné. L'intervention se solde par la défaite des Bourguignons lors de la bataille d'Anthon, en juin 1430. Jean participe à plusieurs expéditions auprès du duc Philippe le Bon. À la mort de Catherine de Neuchâtel († 1431), il remet la gestion de Pesmes à sa mère lors de ses absences.
Pour assurer son train de vie il engage, en 1429 une partie de ses terres (Vuillafans-le-Neuf, Durnes, Montrambert et Mont-de-Villers) auprès de Jeanne de Vienne sa mère, issue d'une famille puissante et fortunée. Les années qui suivirent entrainent encore des engagements de Jean II cette fois auprès de Thiébaut VIII de Neufchâtel et de son épouse Guillemette de Vienne, veuve d'Antoine de Vergy, d'autres fiefs échappent des mains du seigneur de Pesmes en 1449 : Balançon, Rupt et Bar-les-Pesmes. Il devient faux-monnayeur et participe même à un complot contre son duc, arrêté, il est condamné à mort. N'ayant pas pas à payer sa dette auprès du seigneur de Neuchâtel, ses frères et héritiers, Simon et Heylion, doivent à leur tour confirmer cet engagement pour une durée de trente ans, c'est ainsi que la maison de Neuchâtel-Bourgogne se parait du titre de seigneur de Pesmes. À la mort de Thiébaud VIII, sa veuve Guillemette de Vienne hérite des seigneuries de Pesmes et de Valay et en fait don à son fils Antoine. Décédé sans enfants, Antoine de Neuchâtel-Bourgogne nomme sa sœur Bonne son héritière. Par son mariage avec Jean III de la Baume-Montrevel, la seigneurie de Pesmes passe à cette famille.
Helyon II († 1505), hérite de son père Simon, des derniers biens de la famille, les Puits, Vuillafans et Durnes. De ces deux unions, il n'a qu'une fille, Bénigne († av. 1533), dame de Puits, qui épouse, en 1513, le seigneur François de Vienne, sénéchal et maréchal de Bourgogne,. Il a un bâtard, légitimé en 1530, Jean, qui hérite à son tour de la terre de Puits, et avec qui s'éteint la lignée de Grandson-Pesmes.

## Les principaux lignages issus des Grandson
Le lignage (groupe parental) des Grandson a donné naissance à plusieurs familles vaudoises, dont les principales sont :
- Montricher, semble vraisemblablement issue de la branche aînée des Grandson, notamment en raison de la présence des coquilles sur les armoiries. La famille s'éteint dans la première partie du XVe siècle[DHS 10].
- La Sarra(z), issue de la branche aînée des Grandson au début du XIIe siècle. 
  - deux frères, Ebal [III] et Jordan († 1227) se partagent les biens de leur père, Barthélemy. Ebal [III] est sire de La Sarraz, seigneur dominant de Grandson, et sire de Belmont, tandis que Jordan apparaît comme le seul seigneur de Belmont et auteur de la famille de Belmont. Malgré l'existence d'une descendance, c'est Jacques † av. 1303, issu de la tige de Grandson-Grandson qui semble hériter du château et de la seigneurie, avant de passer à Othon Ier, puis à son neveu Pierre II[DHS 11].
    - Ebal [IV], fils d'Ebal [III], sire de Grandson et de La Sarraz, a trois fils qui obtiennent chacun un domaine [c 3].
      - à Girard († v. 1234) La Sarraz, auteur de la branche des Grandson-La Sarra(z) ou famille de La Sarraz[DHS 12]. La seigneurie de La Sarraz passe par mariage aux Montferrand qui s'éteint dans les mâles au tout début du XVIe siècle. Plus tard, elle passe à une branche des Gingins (1542-1893)[DHS 12].
      - à Henri Ier († 1261/1264) Champvent, auteur de la branche des Grandson-Champvent ou famille de Champvent[DHS 13]. Un siècle plus tard, la seigneurie passe aux Savoie[DHS 13].
      - à Pierre Ier († apr. 1257/av 1263) Grandson, auteur de la branche des Grandson-Grandson, dont :
        - Baron Grandison (en), en Angleterre (fin du XIIIe siècle, éteinte fin du XIVe siècle).
        - Grandson-Pesmes (XIVe siècle, éteinte première partie du XVIe siècle).

## Les Grandson-La Sarraz

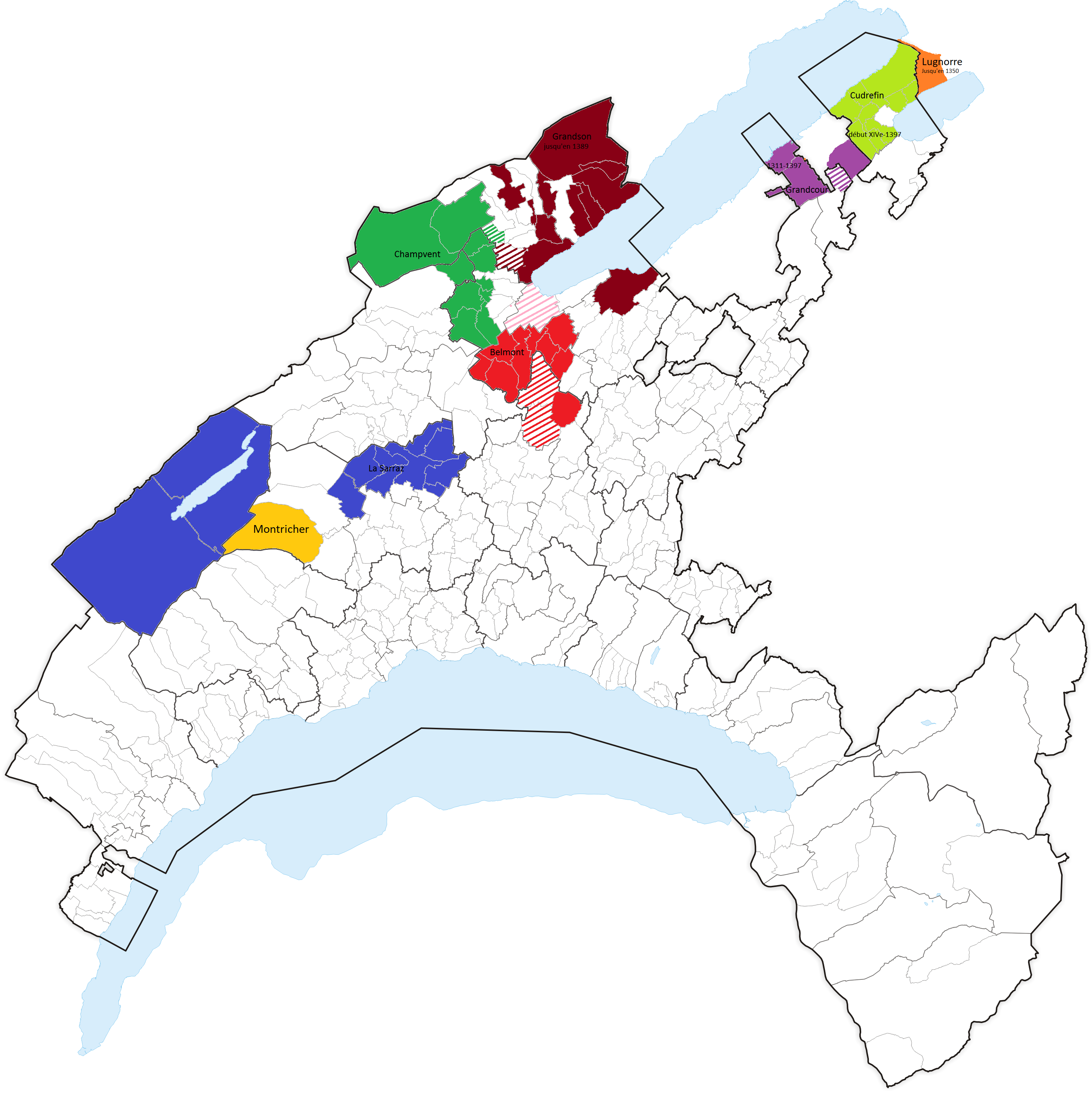
Carte des possessions de la famille.

Lambert Ier de Grandson (? - 1026), comte de Grandson. Il est cité en 994 aux côtés du roi Rodolphe III de Bourgogne, de l'archevêque Burchard II de Lyon, de l'évêque de Genève Hugues, de l'évêque de Lausanne Henri de Bourgogne, de l'évêque de Sion Hugues, de l'évêque Ermenfroi, du comte Bouchard et de son frère Adalbert Ier à l'élection d'Odilon de Mercœur, abbé de Cluny. À partir de 1010 il est cité avec le titre de comte. Ce pourrait-être l'ancêtre de la maison de Grandson.
Son épouse est inconnue, il a :
- Adalbert II, auteur de la branche aînée,
- Lambert II, auteur de la branche cadette.

Adalbert II de Grandson (? - après 1059), qualifié de "primat du château de Grandson", il est cité dans la vente que son oncle Adalbert Ier concluait avec le couvent de Romainmôtier au sujet des biens de Giez. Il aura de fréquentes altercations avec ce monastère, ainsi en 1049 les religieux lui reprochent de s'être approprié des terres ainsi que la forêt de Ferreyres et d'y avoir bâti le château de La Sarraz d'où il pillait le village. Lors de la visite du pape Léon IX au couvent, celui-ci recevait Adalbert II et lui confirmait les limites territoriales de Romainmôtier qu'il ne devait pas franchir sous peine d'excommunication. Il a avec son épouse Tiedberge cinq fils dont :
Adalbert III de Grandson (1025 - après 1060), dit Adalgold, dit "de la Sarraz", qualifié de "primat du château de Grandson", il est cité dans la donation de son père au couvent de Romainmôtier de biens à Arnex mais aussi dans une charte par laquelle son fils Rigaud effectue une donation au couvent de Romainmôtier. Son épouse est inconnue, il a notamment
- Conon, qui suit,
- Rigaud[fmg 3], il effectue une donation au couvent de Romainmôtier de bien qu'il possède à Tritigny. Il est qualifié d'avoué de Rodolphe II de Montricher, son cousin. Au cours de l'année 1084 il est témoin de plusieurs donations faites au monastère de Romainmôtier de chaudière de sel à Salins[c 5]. ∞ Hélène, dont[fmg 4] : Otton, Adémar, Artaud (prieur de Romainmôtier), Jarenton (abbé de Saint-Bénigne) et Pierre (moine à Romainmôtier).

Conon de Grandson (vers 1046 - 4 juin 1110/14), nommé aussi Falcon/Faucon ou Foulques, qualifié de "primat du château de Grandson". Seigneur de Grandson, de La Sarraz, de Sainte-Croix, de la Vallée de Joux et du Jura. Il épouse Adélaïde/Aélis, fille d'Hildouin IV de Montdidier et d'Alix de Roucy, de qui il a neuf enfants dont :
- Barthélemy dit de Jur (vers 1080 - Abbaye de Foigny 26 juin 1158), évêque de Laon (1113-1151),
- Ebald Ier qui suit,

Ebald Ier de Grandson (avant 1087 - 15 mai 1130/35), sgr. de Grandson et de La Sarraz. En 1114 il est cité dans une charte, avec son frère Hugues, par laquelle ils cèdent leurs droits sur les habitants de Ferreyres au monastère de Romainmôtier. Malgré cette donation importante les relations entre Ebald et Romainmôtier vont se dégrader obligeant l'intervention de l'empereur Henri IV et la garantie de la protection du lieu saint par Amédée III de Savoie et Aymon Ier de Genève. Devant ces illustres intervention Ebald se reconnaissait coupable et faisait d'abondantes donations pour racheter ses délits. Il fonde, entre 1126 et 1134, l'abbaye de sainte Marie-Madeleine du Lac : « ...de crainte que, par le laps du temps et le défaut de la mémoire labile, les bienfaiteurs de son monastère ne tombent en oubli, l'abbé Étienne déclare publiquement qu'Ebald de Grandson, sa femlme et ses enfants, de leur bénigne faveur, ont donné à Dieu, à l'église de Marie-Magdelaine du Lac et aux frères religieux y servant Dieu, toutes les choses qu'ils possédaient par droit héréditaire, dans la vallée, tout à l'entour du lac, perpétuellement et sans rétention aucune ». Il contribue grandement à l'extension du château et de la ville de La Sarraz qui deviendra le lieu de résidence de la maison de Grandson.
Il épouse Adélaïde (? - après 1141), de qui il a quatre enfants, dont :
- Ebald II[c 12] (? - après 1141),
- Barthélemy II, qui suit,

Barthélémy de Grandson (avant 1110 - Jérusalem 1158/59), dit aussi "Barthélemy de la Sarraz", seigneur de Grandson, de Belmont et de La Sarraz, bailli de Joux. Son épouse est inconnue, il a  Ebald III .
Ebald III de Grandson (avant 1133 - après 1174), sgr. de Grandson, de La Sarraz et de Belmont, il est cité dès 1154 dans diverses donations aux abbayes de Montheron et de Romainmôtier. En 1186 une bulle pontificale le cite : Ebalus de Sarrata dominus Grandissoni. Il épouse Jordane de qui il a Ebald IV qui suit.
Ebald IV de Grandson (avant 1156 - après 1235), dit Ebald de la Sarraz, il est nommé seigneur de Grandson dans diverses chartes, seigneur de Grandson et de La Sarraz, avoué de l'abbaye du lac de Joux. Le 26 août 1186 un édit de l'empereur Frédéric Barberousse lui reconnait le droit de "construire dans le territoire des Noires-Joux, maisons, villages, bourgs et châteaux, sans autre réserve que celle de suzeraineté immédiate de l'empire". Dès cette époque la branche aînée des Grandson fait sa résidence à La Sarraz. En 1235 il fait une donation importante à l'abbaye de sainte Marie-Madeleine du Lac. La succession masculine de la branche aînée des Grandson va s'arrêter avec son arrière-petite fille Henriette qui apportera La Sarraz à son époux Humbert de Montferrand fondateur de la lignée des Montferrand-la-Sarraz.
Il aurait épousé Béatrix/Béatrice, fille du comte Amédée Ier de Genève, de qui il a huit enfants, dont :
- Ebald (? - après le 30 juillet 1238), le même ou un autre — I[blo]...Lacedemonensis episcopus — est dit évêque de Lacédémone et prieur commendataire de Baulmes[19].
- Pierre (attesté dès 1200, † ap. 1257 et avt. 1263, seigneur de Grandson (1234), qui suit[DHS 14].
- Aymon/Aimon (? - 21 septembre 1262), évêque de Genève (1215-1260)[19],[DHS 15],
- Hugues (? - après le 30 juillet 1238), moine à Romainmôtier, prieur de Payerne[DHS 16].

Pierre Ier de Grandson (attesté dès 1200, † ap. 1257 et avt. 1263, dit "Perron", (avant 1195 - 29 décembre 1257/15 juin 1259), chevalier, seigneur de Grandson (1234), administrateur temporel de l'évêché de Lausanne (1238-1239), châtelain de Moudon (vers 1255). ∞ Agnès [de Chiny] (?).
Il épouse Agnès (de Chiny ?) (? - 31 août 1263), fille d'Ulrich III de Neuchâtel et de Yolande d'Urach, dont :
- Othon Ier (vers 1238 - avril 1328), seigneur de Grandson, gouverneur des îles de la Manche (1277), justicier du pays de Galles du Nord (1284), croisé, sans postérité[DHS 5],
- Guillemette, comtesse et régente du comté de Gruyère, ∞ Pierre de Gruyère, dit le Jeune (? - 3 septembre 1283), fils héritier du comte Pierre II[DHS 4],
- Gérard (? - 1278), chanoine et comte de Lyon (1254), évêque de Verdun (1275-1278),
- Jacques, qui suit,
- Henri III (? - 1286), évêque de Verdun (1278-1286),
- Pierre[fmg 18] (1247/55 - après le 31 août 1263),
- Guillaume(Neuchâtel 1263 - Cassington 27 juin 1335), lord (1299), ∞ (1) Jeannette[13],[fmg 19], fille de Pierre II de Gruyère, ∞ (2) Sybil(le), (1270 - 1334), fille de John de Trégoz (ou Trésgoz), lord de Trégoz, et de Mabel FitzWarin[13].
En 1330, il accompagne le roi d'Angleterre Édouard III lors de la guerre d'Écosse[p 12]. De son mariage il a[fmg 20]

La famille royale britannique descend de Guillaume par l'intermédiaire de deux de ses filles. De Catherine de Grandson en passant par les familles Montacute et Mortimer et Richard, comte de Cambridge, grand-père d'Édouard IV. De Mabel de Grandson en passant par les familles Beauchamp et Beaufort jusqu'à Henri VII fondateur de la dynastie Tudor.
Jacques de Grandson (1250/58 - 1290/97), seigneur de Grandson, sgr. de Belmont.
Il épouse Béatrix, fille de Richard de Neuchâtel-Bourgogne et de Marguerite de Montfaucon, dont :
- Pierre (II)[DHS 6], qui suit,
- Othon/Eudes († juillet 1309), évêque de Toul (1306, Lorraine), puis évêque de Bâle (1306-1309)[DHS 17],

Pierre II de Grandson (mentionné en 1299, † v.1342), chevalier, seigneur de Grandson, de Belmont, de Cudrefin, de Grandcour, de Bellerive et de Sainte-Croix.
Il épouse le 27 avril 1303 Blanche de Savoie-Vaud (? - après avril 1323), fille de Louis Ier, baron de Vaud,, de qui il a :
- Othon II, qui suit,
- Guillaume († avant 1390), dit « le Grand », chevalier (1346), sgr. de Sainte-Croix, Cudrefin, Grandcour et Aubonne[DHS 7]. En 1340, accompagné de sept chevaliers et de trente-neuf écuyers, il participe à la bataille de Saint-Omer, il arma chevalier Amédée VI de Savoie avant le siège du Château de Sion, en août 1352 il sert le roi de France avec vingt hommes d'armes. Le duc de Bourgogne le nomme lieutenant du comté de Bourgogne et lui donne le château de Fresne-Saint-Mammet, le roi d'Angleterre le distingue aussi en le nommant son lieutenant en France pour participer au traité de Guillon. ∞ Jeanne de Vienne, dame de Pourlans et de Chenecey, dont :
  - Othon III (1340/50 - 7 août 1397)[DHS 8], chevalier, sgr. de Sainte-Croix, Grandcour, Cudrefin, Aubonne et Coppet, conseiller du comte Amédée VII de Savoie, ∞ Jeanne Allamand (? - 1404), fille d'Humbert Allamand (Alamandi), Seigneur d’Aubonne[DHS 8] et d'Agnès de Joinville-Gex. Il meurt lors d'un duel judiciaire en 1397 contre Gérard d'Estavayer,

Othon II de Grandson (vers 1305 - après le 13 juillet 1374), chevalier, seigneur de Grandson, de Pesmes de 1327 à 1349 (à la mort de son épouse Jeanne le titre de seigneur de Pesmes passe à son fils Jacques), de Puits, de Montrambert et d'Authume, capitaine général, gouverneur du comté de Bourgogne. Engagé, aux côtés d'Eudes IV de Bourgogne, dans la guerre que ce dernier livrait à Jean II de Chalon-Arlay et aux barons du Comté de Bourgogne il doit se résoudre en 1349 à vendre, à son frère Guillaume "le Grand", ses droits sur Pesmes, entre autres, pour financer son effort de guerre.
Il épouse en premières noces en 1327 Jeanne, (? - septembre 1349), fille de Guillaume VII de Pesmes et de Gille de Courcelles, puis en secondes noces vers 1360 Blanche de Châtillon, dame de Puits. Quatre enfants dont :
- Hugues (? - † 1391), chevalier (1381), seigneur de Grandson et de Belmont, ∞ Jeanne de Sennecey, dame de Maîche (Franche-Comté)[DHS 9].

## Filiation
Présentation de la filiation des Grandson. Les premiers degrés reposent sur les travaux de l'historien suisse Louis de Charrière, considérés comme toujours « estimables », et publié dans l'ouvrage Les dynastes de Grandson jusqu'au XIIIe siècle (1866). Ces travaux sont éventuellement corrigés par les connaissances contemporaines.

Sauf mention contraire, les dates correspondent aux premières et aux dernières mentions dans la documentation.
La filiation des premiers degrés repose notamment sur les actes du Cartulaire de Romainmôtier (CR). Les auteurs contemporains (Andenmatten, Demotz) acceptent l'hypothèse du rattachement des « comtes Adalbert et Lambert cités de 993 à 1026 » à la famille de Grandson.
La filiation suivante présente les descendants de la branche des Grandson-Grandson, issus de Pierre Ier. La présente filiation diffère en partie des tableaux Charrière (1866), dans laquelle il peut y avoir des confusions entre certains membres.
La filiation du rameau des Grandson-Pesmes à partir des travaux de Charrière (1866), de Beauséjour et Godard (1909), et complétée par le site Foundation for Medieval Genealogy (FMG). 

## Personnalités

### Seigneurs laïcs
- Pierre Ier († apr. 1257), seigneur de Grandson (1234)[DHS 14].
  - Othon Ier († 1328), seigneur de Grandson, gouverneur des îles de la Manche (1277), justicier du pays de Galles du Nord (1284), croisé, sans postérité[DHS 5],
  - Guillemette († 1309), comtesse et régente du comté de Gruyère[DHS 4],
  - Guillaume de Grandison († 1335), baron (1299), auteur de la branche des Grandisson.
    - Catherine Grandison (en) († 1349), comtesse de Salisbury par mariage.
- Pierre de Champvent (en) († v. 1301/02), sire de Champvent, écuyer (1252), chevalier (1259), carrière en Angleterre, châtelain de Gloucester, sénéchal, chambellan (1292)[DHS 19].
- Pierre (de) († v. 1342), petit-fils de Pierre Ier, chevalier, seigneur de Grandons, de Belmont, Combourgeois de Berne (1330), héritier de l'ensemble des possessions vaudoises de son oncle d'Othon Ier[DHS 6].
  - Othon II, chevalier, seigneur de Grandson, Pesmes (1327-1349)[p 13].
    - Hugues, seigneur de Grandson et de Belmont-sur-Yverdon[DHS 9].

  - Guillaume de Grandson († av. 1390), chevalier (1346), seigneur de Sainte-Croix, Grandcour, Cudrefin et Bellerive, l'un des premiers chevaliers de l'ordre du Collier (1364)[DHS 7].
    - Othon III († 1397), chevalier, sgr. de Sainte-Croix, Grandcour, Cudrefin, Aubonne et Coppet, conseiller du comte Amédée VII de Savoie[DHS 8].
- Thomas (en) († 1375), petit-fils de Guillaume, baron Grandison, chevalier de la Jarretière (1369).

### Religieux
- Artaud, fils de Rigaud, peut-être l'un des deux prieurs de Romainmôtier  (v.1092—v.1096 ou 1009)[c 27].
- Jarenton († v. 1112/13), fils de Rigaud, vraisemblablement abbé de Saint-Bénigne de Dijon (1077-1105)[c 27].
- Lambert de Grandson (attesté vers 1090-1098), fils de Lambert, évêque de Lausanne (1090-1097/98)[DHS 21].
- Barthélemy, dit de Jur († 1158), fils de Conon, évêque de Laon (1113-1151)[c 22]
- Louis († 1162), évêque de Sion, est parfois rattaché à cette famille[DHS 23].
- Ebald († apr. 1238), — I[blo]...Lacedemonensis episcopus —, dit évêque de Lacédémone et prieur commendataire de Baulmes[19].
- Aymon de Grandson († 1262), fils d'Ebald IV, évêque de Genève (1215-1260)[DHS 15].
- Hugues de Grandson († apr. 1238/30), frère du précédent, moine à Romainmôtier, prieur de Payerne[DHS 16].
- Gérard de Grandson († 1278), fils de Pierre Ier, chanoine et comte de Lyon (1254), évêque de Verdun (1275-1278),
- Henri de Grandson († 1286), frère du précédent chanoine et comte de Lyon, évêque de Verdun (1278-1286).
- Guillaume de Champvent († 1301), évêque de Lausanne (1273-1301)[DHS 18].
- Othon de Champvent († 1312), évêque de Lausanne (1309-1312)[DHS 20].
- Othon/Eudes de Grandson († 1309), frère de Pierre II, évêque de Toul (1306, Lorraine), puis évêque de Bâle (1306-1309)[DHS 17].
- Jean (John) Grandisson (en) († 1369), fils de Guillaume de Grandison, évêque d'Exeter (1327-1369), héritier du titre de baron Grandison à la mort de son frère et désigne son neveu Thomas (en) pour successeur.

## Armes et sceaux
|  | Palé d'argent et d'azur de six pièces à la bande de gueules brochant chargée de trois coquilles d'or., cimier une cloche d'argent devise : « à petite cloche, grand son », |

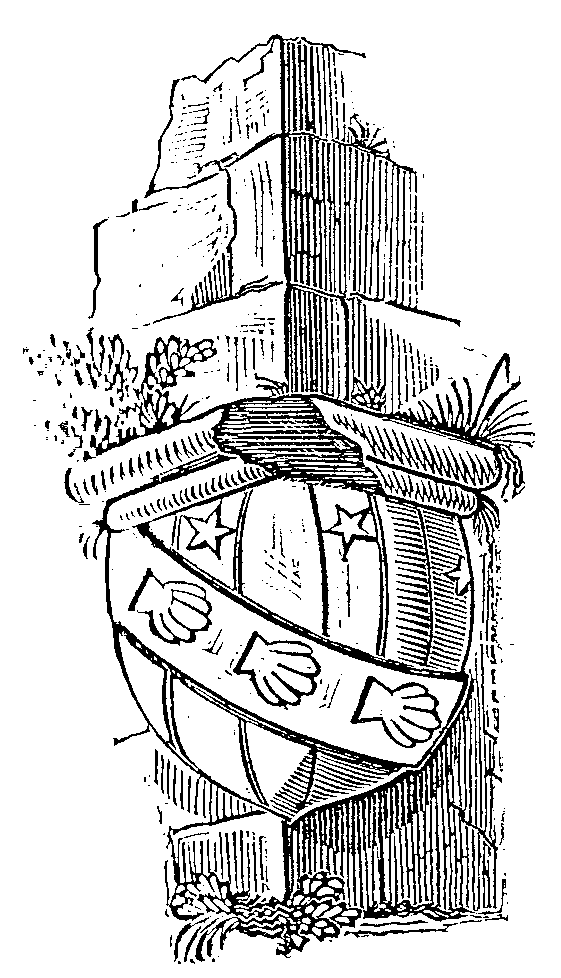
Armes des Grandson-La Sarraz
Armes des Montferrand-La Sarraz Palé d'argent et d'azur, au chef de gueules chargé de trois étoiles d’or.
Armes des Grandison palé d'argent et d'azur de six pièces, à la bande de gueules, chargée de trois aigles d'or.
Armes des Champvent palé d'argent et d'azur, chargé d'une fasce de gueules.

Jusqu'au XIIIe siècle, les Grandson-La Sarraz ont porté le lion de Grandson (voir ci-après). Puis les branches des seigneurs de La Sarraz (issue de la branche aînée), de Grandson et de Champvent, adoptent un « nouveau système héraldique, avec des pals comme élément commun »,, trois pals plus précisément :
- La Sarraz : d'argent à trois pals d'azur à la bande de gueules charée de trois coquille d'or, les trois pals portant chacun en chef une molette d'or.
  - Montferrand-La Sarraz : palé d'argent et d'azur, au chef de gueules chargé de trois étoiles d'or.[27], tandis que Charrière donnait d'argent, au chef de gueules, chargé de trois coquilles d'or.[c 31]
- Champvent : d'abord palé d'argent et d'azur, puis palé d'argent et d'azur, chargé d'une fasce de gueules.[25] Charrière donnait un palé d'argent et d'azur, avec un chef d'argent, chargé d'une aigle de sable[c 31]
- Belmont : palé au chevron brochant.[25] Charrière donnait de sable à la croix d'argent, pleine[c 31]

### Variantes personnelles
En 1234, les sceaux d'Ebal IV de Grandson et de son fils Pierre portent un lion, que l'on appelle parfois Lion de Grandson, avec une queue fourchue. Son parent, Aymon de La Sarra, utilise également le lion sur un acte du 21 novembre 1251.
Les armes d'Othon Ier († 1328) se blasonnent ainsi : palé d'argent et d'azur de six pièces, avec une bande de gueules brochant sur le tout et chargé de trois aigles d'or..
Son frère, Guillaume († 1335), auteur de la branche anglaise des Grandison porte palé d'argent et d'azur de six pièces, à la bande de gueules, chargée de trois aigles d'or.
Les armes et le sceau de Guillaume († av. 1390), dit le Grand, sire de Sainte-Croix, porte en brisure une étoile ou molette apposée sur le troisième pal,.

### Adage
La famille est connue par le vieil adage féodal Forfaiture de Grandson que les auteurs Beauséjour et Godard (1909) considèrent devoir être nuancé en raison de l'ensemble de l'histoire familiale.